# Eglay Nafuna Nalyanya
Eglay Nafuna Nalyanya (* 28. Mai 1996 im Uasin Gishu County) ist eine kenianische Leichtathletin, die sich auf den 800-Meter-Lauf spezialisiert hat.

## Sportliche Laufbahn
Erste internationale Erfahrungen sammelte Eglay Nalyanya bei den Juniorenweltmeisterschaften 2014 in Eugene, bei denen sie im 400-Meter-Vorlauf disqualifiziert wurde. Im Jahr darauf belegte sie bei den Juniorenafrikameisterschaften in Addis Abeba in 2:18,72 min den fünften Platz über 800 Meter. Anschließend klassierte sie sich bei den IAAF World Relays 2015 auf den Bahamas mit der 4-mal-800-Meter-Staffel in 8:33,15 min auf Rang acht. Zwei Jahre später kam sie bei den IAAF World Relays 2017 in 8:31,05 min auf den fünften Platz. 2018 nahm sie erstmals an den Commonwealth Games im australischen Gold Coast teil und wurde dort in 2:03,08 min Achte. Bei den IAAF World Relays 2019 in Yokohama belegte sie mit der 4-mal-400-Meter-Staffel in 3:43,01 min den achten Platz im B-Finale und mit der der gemischten Staffel wurde sie im Finale disqualifiziert. im August nahm sie erstmals an den Afrikaspielen in Rabat teil, qualifizierte sich mit 2:05,54 min aber nicht für das Finale. 2021 siegte sie in 2:00,56 min bei den Kuortane Games. 
Nachdem Nalyanya 2022 positiv auf Nandrolon getestet worden war und sie gefälschte ärztliche Unterlagen zu ihrer Entschuldigung vorgelegt hatte, wurde sie für acht Jahre gesperrt.

## Persönliche Bestzeiten
- 400 Meter: 54,28 s, 5. März 2020 in Nairobi
- 800 Meter: 2:00,28 min, 12. April 2018 in Gold Coast
  - 800 Meter (Halle): 2:00,26 min, 17. Februar 2022 in Liévin
- 1000 Meter: 2:41,19 min, 13. Juli 2018 in Rabat
- 1500 Meter: 4:05,68 min, 5. Juli 2021 in Tomblaine